# Vittorio Adorni
Vittorio Adorni, född den 14 november 1937 i Parma, död den 24 december 2022 på samma plats, var en italiensk landsvägscyklist som var professionell från 1961 till 1970. Hans främsta meriter är totalsegern i Giro d'Italia 1965 och elva etappsegrar sammanlagt under karriären i detta lopp, samt världsmästartiteln 1968. Till detta kan läggas totalsegrar i Tour de Romandie både 1965 och 1967, Tour de Suisse 1969, Tour de Belgique 1966, samt Giro di Sardegna 1964. Även den italienska mästartiteln 1969, en seger i Sassari–Cagliari (1969), två andraplatser totalt i Giro d'Italia (1963 och 1968) samt ett VM-silver (1964) kan vara värda att nämna.

## Meriter

### Landsväg
| 1961 Vinnare av Coppa San Geo 10:a i Giro della Romagna 10:a i Giro dell'Emilia 1962 Vinnare av etapp 4 i Giro di Sardegna 2:a i Milano–Torino 4:a i Giro dell'Emilia 5:a totalt i Giro d'Italia Vinnare av etapp 15 5:a i Trofeo Baracchi 6:a i Grand Prix des Nations 7:a i Trofeo Matteotti 1963 Vinnare av Tour des Quatre-Cantons 2:a totalt i Giro d'Italia Vinnare av etapperna 1 och 16 3:a i Liège–Bastogne–Liège 4:a i Coppa Agostoni 5:a i Milano–Sanremo 7:a i Trofeo Baracchi 8:a totalt i Giro di Sardegna Vinnare av etapperna 5 och 6 10:a i Tre Valli Varesine 1964 Vinnare totalt av Giro di Sardegna 2:a i linjelopp vid Världsmästerskapen 2:a i Trofeo Baracchi 3:a i Liège–Bastogne–Liège 3:a i Corsa Coppi 4:a totalt i Giro d'Italia Vinnare av etapperna 1 och 14 7:a i Trofeo Laigueglia 7:a i Coppa Placci 10:a totalt i Tour de France 1965 Vinnare totalt av Giro d'Italia Vinnare av etapperna 6, 13 och 19 Vinnare totalt av Tour de Romandie Vinnare av etapperna 1b och 3b Vinnare av Trofeo Città di Borgomanero Vinnare av GP Lugano 2:a i Milano–Sanremo 2:a i Liège–Bastogne–Liège 5:a i Milano–Torino 6:a i Giro di Lombardia 7:a i Paris–Roubaix 8:a i Trofeo Laigueglia | 1966 Vinnare totalt av Tour de Belgique Vinnare av etapp 4 Vinnare av etapp 1 i Giro di Sardegna 2:a i GP de Monaco 3:a totalt i Paris–Nice 6:a i Giro di Toscana 6:a i Giro dell'Emilia 7:a totalt i Giro d'Italia Vinnare av etapp 13 9:a i Ronde van Vlaanderen 1967 Vinnare totalt av Tour de Romandie Vinnare av Coppa Bernocchi 2:a i Giro della Provincia di Reggio Calabria 2:a i Giro di Campania 3:a i Milano–Torino 4:a totalt i Giro d'Italia Vinnare av etapp 20 5:a totalt i Giro di Sardegna 5:a i Liège–Bastogne–Liège 8:a totalt i Tirreno–Adriatico 10:a i Milano–Vignola 1968 Världsmästare i linjelopp Vinnare av etapp 1 i Tirreno–Adriatico 2:a totalt i Giro d'Italia 5:a totalt i Vuelta a España 5:a i Trofeo Laigueglia 1969 Italiensk mästare i linjelopp Vinnare totalt av Tour de Suisse Vinnare av etapperna 5 och 9 Vinnare av etapp 22 Giro d'Italia Vinnare av Giro della Provincia di Reggio Calabria Vinnare av GP Alghero Vinnare av etapp 5b i Tirreno–Adriatico 2:a totalt i Tour de Romandie Vinnare av etapperna 2 och 3b 1970 Vinnare av etapp 3 i Tour de Romandie 4:a totalt i Tirreno–Adriatico 10:a totalt i Giro d'Italia |